# Su Zong
Suzong Tang (肅宗 Sù zōng , 李亨 Lǐ Hēng; 21 febbraio 711 – 16 maggio 762) è stato un imperatore cinese, sovrano della dinastia Tang dal 756 e in base alla sua calligrafia venne nominato il Tempio Xingjiao.
Suzong fu il figlio e successore dell'imperatore Xuan Zong. Giunse al potere quando Xuanzong abdicò nel corso della rivolta di An Lushan nel 756 e riparò in Sichuan. Suzong fu occupato per tutto il suo periodo di governo a reprimere la rivolta, che venne soffocata interamente solo dopo la sua morte. Sotto Suzong gli eunuchi di corte guadagnarono il potere. Soprattutto l'eunuco Li Fuguo divenne una figura decisiva; controllava l'esercito e il sistema finanziario. La sua posizione divenne così importante che osò uccidere l'imperatrice Zhang. Suzong morì poco dopo l'attentato per disfunzioni cardiache. Lo succedette nella carica imperiale Dai Zong che fece giustiziare Li Fuguo.